# Pseudebulea
Pseudebulea is een geslacht van vlinders uit de familie van de grasmotten (Crambidae), uit de onderfamilie van de Spilomelinae. De wetenschappelijke naam van dit geslacht is voor het eerst voorgesteld door Arthur Gardiner Butler in een publicatie uit 1881.

## Soorten
- P. fentoni Butler, 1881
- P. hainanensis Munroe & Mutuura, 1968
- P. kuatunensis Munroe & Mutuura, 1968
- P. lungtanensis Munroe & Mutuura, 1968